# Рейхсбанк
Рейхсбанк (нем. Reichsbank) — центральный банк Германской империи (с 1876 по 1918 г.), а позже — Веймарской республики (с 1918 по 1933 г.) и Третьего рейха (с 1933 по 1945 г.). Его правопреемниками стали Банк немецких земель и Немецкий эмиссионный банк.

## Рейхсбанк Германской империи (1871—1918)
В соответствии с монетным уставом Германской империи 9 июля 1873 года в государстве вводилось новое платёжное средство — золотая марка. Рейхсбанк начал свою деятельность в качестве центрального банка Германской империи согласно Закону «О банке» от 14 марта 1875 года с 1 января 1876 года. Его предшественник — Прусский банк — прекращал свою деятельность. Штаб-квартира Рейхсбанка находилась в Берлине. Первоначально Рейхсбанк подчинялся непосредственно рейхсканцлеру. Центральным управляющим органом Рейхсбанка было Правление, президент которого назначался Императором по представлению бундесрата. Уставной капитал банка составлял 120 миллионов марок, и целиком находился в распоряжении частных акционеров. В 1884 году акциями банка владели 6140 жителей Германии и 1462 иностранца.

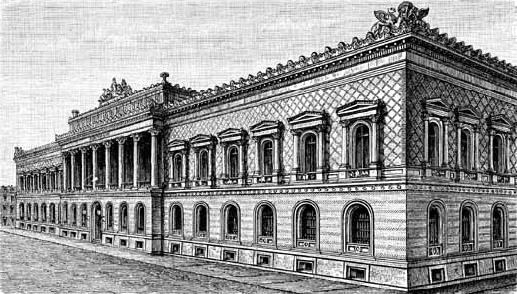
Здание Рейхсбанка на Егерштрассе

Основной задачей Рейхсбанка был контроль над стоимостью и объёмом внутренней валюты. Правом печатать денежные знаки наряду с Рейхсбанком обладали ещё 32 частных эмиссионных банка. К 1889 году число частных банков-эмитентов сократилось до 13. К 1906 году право эмиссии денежных знаков сохранили за собой лишь четыре крупнейших банка — государственные банки Бадена, Баварии, Саксонии и Вюртемберга. Такое положение сохранялось вплоть до 1935 года. В соответствии с Монетным уставом от 9 июля 1873 года, купюры достоинством более 100 марок должны были обеспечиваться резервами Рейхсбанка. Необеспеченные купюры достоинством до 100 марок в соответствии с Законом о выпуске имперских банковских билетов от 30 апреля 1874 года имели достоинство в 5, 20 и 50 марок. По инициативе министра финансов Отто фон Кампхаузена в 9-м параграфе Закона о банке от 14 марта 1875 года было закреплено так называемое «правило Палмера», в соответствии с которым эмиссия денежных средств сверх обеспечения Рейхсбанка облагалась пятипроцентным налогом.

## Рейхсбанк во времена Веймарской республики (1918—1933)

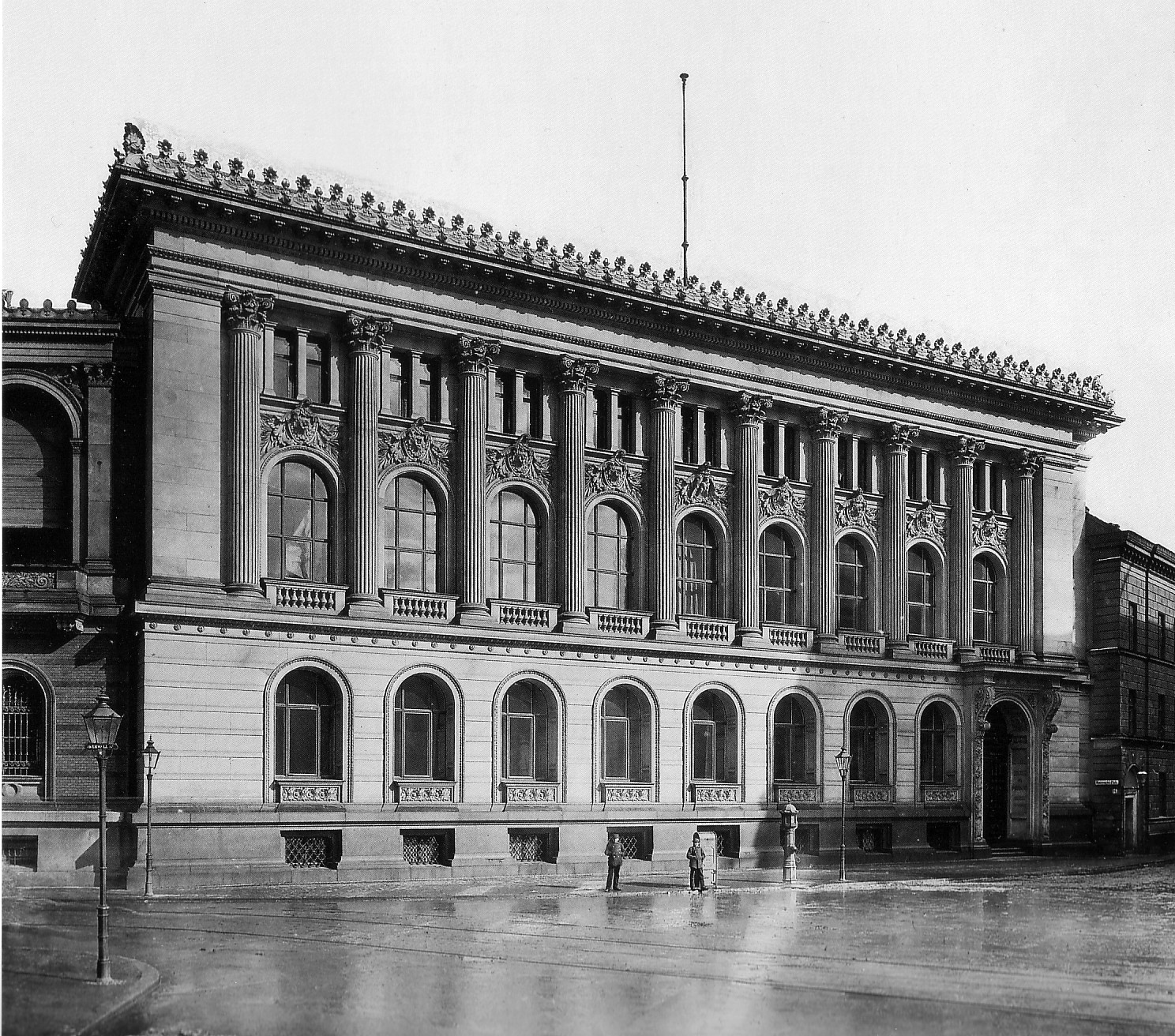
Дополнительное здание Рейхсбанка

В соответствии с требованиями держав Антанты с 26 мая 1922 года рейхсканцлер лишался права руководства Рейхсбанком, единственным органом управления становилось Правление. Империя сохраняла за собой лишь надзорные функции. Согласно Плану Дауэса с 30 августа 1924 года Рейхсбанк становился независимым от Правительства учреждением. Выборы Президента Рейхсбанка осуществлялись Генеральным советом, состоящим из 14 членов. При этом 7 членов Генерального совета были представителями Великобритании, Франции, Италии, США, Бельгии, Голландии и Швейцарии. Иностранные члены совета не могли быть членами правительства или государственными служащими. На эти посты назначались лишь признанные эксперты мира финансов. Из числа членов Генерального совета избирался Комиссар по вопросам эмиссии, который занимался регулированием обеспечения денежных средств, находящихся в обращении. В функции рейхспрезидента входило лишь утверждение кандидатуры президента Рейхсбанка. В 1924 году в качестве нового платёжного средства была введена рейхсмарка. В 1929 году 1003340 акций Рейхсбанка принадлежало 10016 жителям Веймарской республики, ещё 223148 акций находилось в собственности 1288 иностранцев.

## Рейхсбанк в период Третьего рейха (1933—1945)

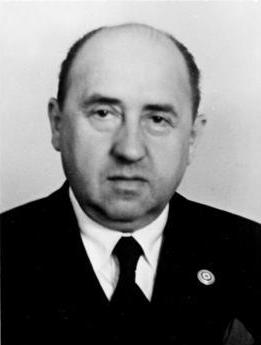
Вальтер Функ, президент Рейхсбанка в 1939—1945 гг.

В 1933 году  после прихода к власти национал-социалистов Генеральный совет был упразднён. Право назначать и отстранять президента Рейхсбанка, а также членов правления было закреплено за рейхспрезидентом. С 10 февраля 1937 года в соответствии с Законом о регулировании отношений Рейхсбанка и Германской имперской железной дороги, Рейхсбанк вновь переходил в подчинение правительству рейха. В январе 1939 года президент Рейхсбанка Ялмар Шахт был отстранён от должности, а 15 июня 1939 года был издан Закон о Рейхсбанке, который переименовывал центральный банк рейха в Германский рейхсбанк и ставил его в непосредственное подчинение «фюреру и рейхсканцлеру» Адольфу Гитлеру. Вопрос выдачи кредитов рейху передавался в ведение Гитлера. Таким образом, Германский рейхсбанк становился лишь «шестерёнкой в механизме германской военной экономики». 1 мая 1942 года Рейхсбанк, которым с 1939 года управлял министр экономики Вальтер Функ, получил звание «образцового национал-социалистического учреждения». Фактическое руководство Рейхсбанком в то время осуществлял Эмиль Пуль, состоявший в тесных отношениях с элитой Третьего рейха и с 1939 года занимавший должность «исполнительного вице-президента» Германского рейхсбанка.

## После Второй мировой войны
Германский Рейхсбанк прекратил своё существование после окончания Второй мировой войны. Его правопреемниками стали основанный в 1948 году Банк немецких земель и созданный в 1957 году Немецкий федеральный банк. Многие сотрудники Рейхсбанка получили сопоставимые должности в этих новых учреждениях. Банковские учреждения сохранили свои прежние адреса. Кроме того, Немецкий федеральный банк частично взял на себя долговые обязательства Рейхсбанка. В 1961 году были удовлетворены претензии 20 тысяч акционеров Рейхсбанка.

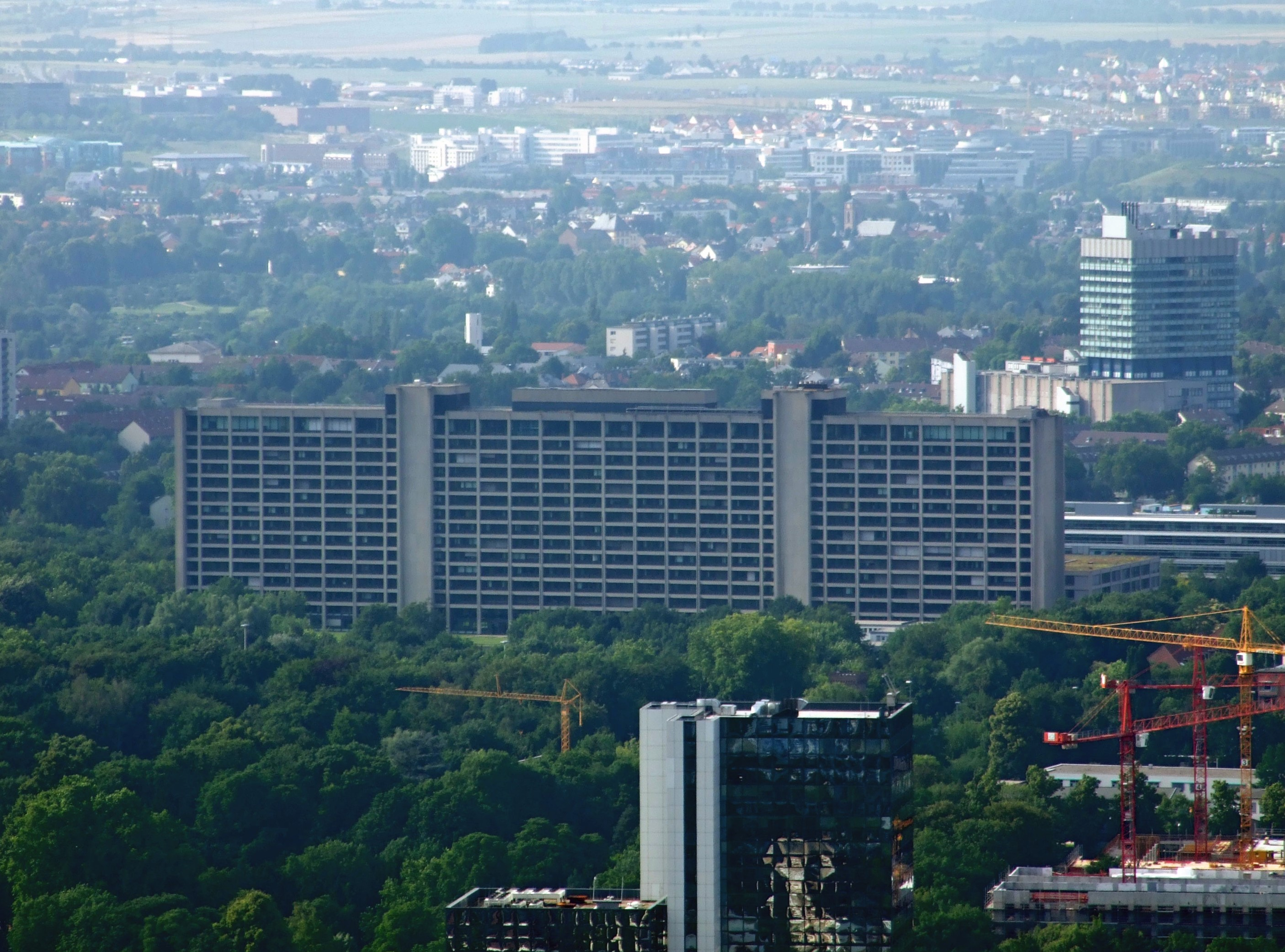
Немецкий федеральный банк (Франкфурт-на-Майне)

На территории ГДР после окончания войны был создан Немецкий эмиссионный банк (с 1968 года Государственный банк ГДР).

## Штаб-квартира Рейхсбанка
С 1891 года штаб-квартира Рейхсбанка находилась в Берлине по адресу Егерьштрассе, 34-38. В 1934—1940 годах для банка было построено ещё одно здание на площади Вердершен Маркт. После Второй мировой войны это здание, несмотря на разрушение верхних этажей, уже с июля 1945 года использовалось Городской администрацией Берлина, а с 1949 года — Министерством финансов ГДР. С 1959 года в этом здании находилась администрация председателя Политбюро Социалистической единой партии Германии Вальтера Ульбрихта и его преемника Эриха Хонеккера. Кроме того, здесь располагался сам Центральный комитет Социалистической единой партии Германии, ряд партийных комитетов и окружная администрация Берлина.

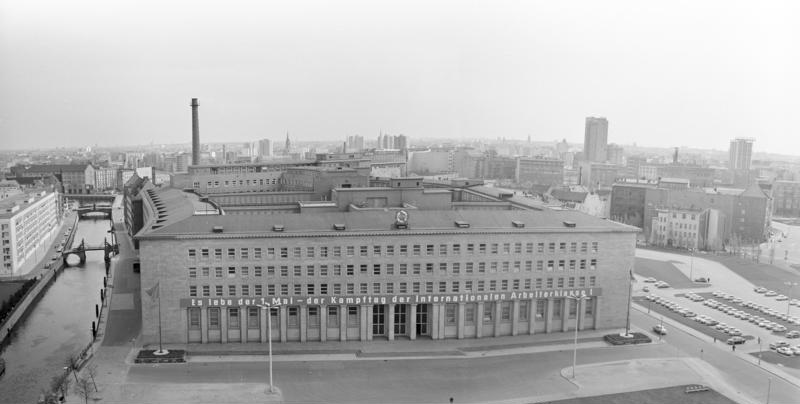
ЦК Политбюро СЕПГ

С 1 июня по 2 октября 1990 года это здание носило название «Дом Парламентариев» и использовалось Народной палатой ГДР. После этого здание перешло в федеральную собственность. В 1997—1999 годах здание подверглось значительной реконструкции. 20 января 2000 года здесь разместилось Министерство иностранных дел Германии.
Часть здания использовалась Федеральным банком Германии в качестве филиала вплоть до 2007 года. Здание находится под защитой в качестве памятника архитектуры.

## Организационная структура
Рейхсбанк являлся акционерным обществом (без контрольного пакета акций) под контролем государства, управлялся Директорией Рейхсбанка (Reichsbankdirektorium), состоявшей из Президента Рейхсбанка (Reichsbankpräsident), Вице-Президента Рейхсбанка (Reichsbankvizepräsident) и директоров Рейхсбанка (Reichsbankdirektor), назначавшейся Бундесратом (с 1919 года — Рейхсратом) по предложению Императора (с 1919 года Президентом). Имел главные управления Рейхсбанка (Reichsbankhauptstelle) в большинстве земель и провинций:
- Главное управление Рейхсбанка в Кёнигсберге (Reichsbankhauptstelle Königsberg) (Восточная Пруссия)
  - Управление Рейхсбанка в Мемеле (Reichsbankhauptstelle Memel) (до 1919 года)
  - Управление Рейхсбанка в Тильзите (Reichsbankhauptstelle Tilsit)
- Главное управление Рейхсбанка в Данциге (Reichsbankhauptstelle Danzig) (Западная Пруссия) (до 1919 года)
  - Управление Рейхсбанка в Торне (Reichsbankstelle Thorn)
  - Главная правительственная касса в Мариенвердере (Regierungshauptkasse Marienwerder)
  - Управление Рейхсбанка в Эльбинге (Reichsbankstelle Elbing)
- Главное управление Рейхсбанка в Позене (Reichsbankhauptstelle Posen) (Позен) (до 1919 года)
  - Управление Рейхсбанка в Бромберге (Reichsbankstelle Bromberg)
  - Управление Рейхсбанка в Грауденце (Reichsbankstelle Graudenz)
- Главное управление Рейхсбанка в Бреслау (Reichsbankhauptstelle Breslau) (Силезия)
  - Управление Рейхсбанка в Глогау (Reichsbankstelle Glogau)
  - Управление Рейхсбанка в Гёрлице (Reichsbankstelle Görlitz)
  - Управление Рейхсбанка в Гляйвице (Reichsbankstelle Gleiwitz)
  - Управление Рейхсбанка в Лигнице (Reichsbankstelle Liegnitz)
- Главное управление Рейхсбанка в Штеттине (Reichsbankhauptstelle Stettin) (Померания)
  - Управление Рейхсбанка в Штольпе (Reichsbankstelle Stolp)
  - Управление Рейхсбанка в Штральзунде (Reichsbankstelle Stralsund)
- Главная касса Рейхсбанка (Reichsbankhauptkasse)
  - Управление Рейхсбанка в Котбусе (Reichsbankstelle Cottbus)
  - Управление Рейхсбанка во Франкфурте-на-Одере (Reichsbankstelle am Oder)
  - Управление Рейхсбанка в Ландсберге-на-Варте (Reichsbankstelle Landsberg an der Warthe)
- Главное управление Рейхсбанка в Магдебурге (Reichsbankhauptstelle Magdeburg) (Прусская Саксония и Анхальт)
  - Управление Рейхсбанка в Эрфурте (Reichsbankstelle Erfurt)
  - Управление Рейхсбанка в Галле (Reichsbankstelle Halle)
  - Управление Рейхсбанка в Нордхаузене (Reichsbankstelle Nordhausen)
- Главное управление Рейхсбанка в Гамбурге (Reichsbankhauptstelle Hamburg) (Шлезвиг-Гольштейн, Гамбург и Любек)
  - Управление Рейхсбанка во Фленсбурге (Reichsbankstelle Flensburg)
  - Управление Рейхсбанка в Киле (Reichsbankstelle Kiel)
  - Управление Рейхсбанка в Любеке (Reichsbankstelle Lübeck)
- Главное управление Рейхсбанка в Ганновере (Reichsbankhauptstelle Hannover) (Ганновер, Брауншвейг, Ольденбург и Шаумбург-Липпе)
  - Управление Рейхсбанка в Эмдене (Reichsbankstelle Emden)
  - Управление Рейхсбанка в Брауншвейге (Reichsbankstelle Braunschweig)
  - Управление Рейхсбанка в Оснабрюке (Reichsbankstelle Osnabrück)
- Главное управление Рейхсбанка в Дортмунде (Reichsbankhauptstelle Dortmund) (Вестфалия и Липпе)
  - Управление Рейхсбанка в Мюнстере (Reichsbankstelle Münster)
  - Управление Рейхсбанка в Билефельде (Reichsbankstelle Bielefeld)
  - Управление Рейхсбанка в Миндене (Reichsbankstelle Minden)
- Главное управление Рейхсбанка в Кольне (Reichsbankhauptstelle Cöln) (Рейнская провинция)
  - Управление Рейхсбанка в Аахене (Reichsbankstelle Aachen)
  - Управление Рейхсбанка в Кобленце (Reichsbankstelle Coblenz)
  - Главная правительственная касса в Трире (Regierungshauptkasse Trier)
  - Управление Рейхсбанка в Крефельде (Reichsbankstelle Crefeld)
  - Управление Рейхсбанка в Дюссельдорфе (Reichsbankstelle Düsseldorf)
  - Управление Рейхсбанка в Эльберфельде (Reichsbankstelle Elberfeld)
  - Управление Рейхсбанка в Эссене (Reichsbankstelle Essen)
  - Управление Рейхсбанка в Зигене (Reichsbankstelle Siegen)
- Главное управление Рейхсбанка во Франкфурте-на-Майне (Reichsbankhauptstelle Frankfurt am Main) (Гессен, Гессен-Нассау и Вальдек)
  - Управление Рейхсбанка в Касселе (Reichsbankstelle Cassel)
  - Управление Рейхсбанка в Майнце (Reichsbankstelle Mainz)
- Главное управление Рейхсбанка в Бремене (Reichsbankhauptstelle Bremen) (Бремен)
- Главное управление Рейхсбанка в Лейпциге (Reichsbankhauptstelle Leipzig) (Саксония)
  - Управление Рейхсбанка в Хемнице (Reichsbankstelle Chemnitz)
  - Управление Рейхсбанка в Дрездене (Reichsbankstelle Dresden)
  - Управление Рейхсбанка в Гере (Reichsbankstelle Gera)
- Главное управление Рейхсбанка в Маннхейме (Reichsbankhauptstelle Mannheim) (Баден)
  - Управление Рейхсбанка в Карлсруе (Reichsbankstelle Karlsruhe)
- Главное управление Рейхсбанка в Штутгарте (Reichsbankhauptstelle Stuttgart) (Вюртемберг)
- Главное управление Рейхсбанка в Мюнхене (Reichsbankhauptstelle München) (Бавария)
  - Управление Рейхсбанка в Нюрнберге (Reichsbankstelle Nürnberg)
  - Управление Рейхсбанка в Аугсбурге (Reichsbankstelle Augsburg)
- Главное управление Рейхсбанка в Страсбурге (Reichsbankhauptstelle Strasburg) (Эльзасс-Лотарингия) (до 1919 года)
  - Управление Рейхсбанка в Меце (Reichsbankstelle Metz)
  - Управление Рейхсбанка в Мюльхаузене (Reichsbankstelle Mülhausen)[14]

## Президенты Рейхсбанка
- 1876—1890 Герман фон Дехенд
- 1890—1908 Рихард Кох
- 1908—1923 Рудольф Хавенштайн
- 1923—1930 Ялмар Шахт
- 1930—1933 Ганс Лютер
- 1933—1939 Ялмар Шахт
- 1939—1945 Вальтер Функ